# Damour (flod)
Damour (arabisk:نهر الدامور = Nahr Al Damour) er en 37,5 km lang flod i guvernementet Libanonbjerget i Libanon. Flodens udspring findes på Baroukbjerget. Den strømmer vestpå gennem slugten Jisr el Qadi, og har tilløb fra bækkene i Shoufbjergene. Floden udmunder i Middelhavet syd for Damour, som er den største by langs floden, og som bærer dens navn.

## Mytologi
I den fønikiske tid kaldte kana’anitterne, som var udsat for tørkeperioder, floden for "Damoros" – eller i endnu ældre tid: Tamyrus- med henvisning til 'Damoros', guden for udødelighed, der var knyttet til 'Achtarout', kærlighedens og skønhedens gud. Denne henvisning symboliserede flodens udødelighed (altså, at den aldrig tørrede ud) og egnens skønhed. I 1302 udkæmpede korsfarerne et slag ved flodens bredder, som var et strategisk vigtigt punkt på vejen mod Det hellige land. Efter dette slag kaldte de franske korsfarere floden for "Fleuve d'amour"

## Byen Damours grundlæggelse
Byen blev grundlagt ved flodbredden af fattige mennesker, som tog en dyr betaling for tilladelse til at bruge vejen til emiratet Libanonbjerget. Da floden har en voldsom gennemstrømning i vintertiden, sørgede byens borgere for at transportere passagerer fra den ene side til den anden mod klækkelig betaling.